# 10cc Alive
10cc Alive ook bekend onder 10cc Live in Japan is het derde livealbum van 10cc. Het is opgenomen gedurende de tournee volgend op de uitgave van het comebackalbum Meanwhile, het eerste album sinds jaren van de muziekgroep. Fenn en Tosh hadden eerder met 10cc gespeeld, Wallis en Piggott waren nieuw.  De opnamen vonden plaats op 22 en 24 maart 1993 in Tokio, in respectievelijk Mielparque Hall en Gotanda Yu-Port Hall.

## Musici
- Eric Stewart- zang, gitaar, toetsinstrumenten
- Graham Gouldman – zang, basgitaar, gitaar
- Rick Fenn – zang, gitaar, basgitaar
- Stuart Tosh – zang, percussie
- Stephen Pigott – toetsinstrumenten
- Gary Wallis – slagwerk

## Tracklist
Allen door 10cc-leden tenzij anders vermeld

| Nr. | Titel                                                  | Duur |
| --- | ------------------------------------------------------ | ---- |
| 1.  | The Wall Street Shuffle                                | 4:50 |
| 2.  | I'm Mandy Fly Me                                       | 5:49 |
| 3.  | Good Morning Judge                                     | 3:06 |
| 4.  | Welcome to the Paradise                                | 5:22 |
| 5.  | The Things We Do for Love                              | 3:44 |
| 6.  | Across the Universe (John Lennon, Paul McCartney)      | 4:09 |
| 7.  | The Stars Didn't Show (met dankwoord aan Jeff Porcaro) | 4:47 |
| 8.  | Art for Art's Sake                                     | 6:02 |
| 9.  | Paperback Writer (Lennon, McCartney)                   | 3:58 |
| 10. | Shine a Little Light in the Dark                       | 5:23 |

| Nr. | Titel                                                                 | Duur  |
| --- | --------------------------------------------------------------------- | ----- |
| 1.  | Feel the Benefit                                                      | 14:26 |
| 2.  | Dreadlock Holiday                                                     | 6:06  |
| 3.  | I'm Not in Love                                                       | 6;42  |
| 4.  | The Bullets medley (Rubber Bullets, Silly Love, Life Is a Minestrone) | 7:40  |
| 5.  | Slow Down (Larry Williams)                                            | 5:46  |

Graham Gouldman · Eric Stewart · Kevin Godley · Lol Creme

Paul Burgess · Rick Fenn · Stuart Tosh · Duncan Mackay · Tony O'Malley